# King Arthur (Britten)
King Arthur va ser un programa de ràdio que es va emetre per primera vegada a la BBC el 23 d'abril de 1937. El productor de ràdio Douglas Geoffrey Bridson havia convertit la història del rei Artur en una història apta per a la transmissió de ràdio. La història seria interpretada per actors, que estarien acompanyats de cor i orquestra. La BBC va encarregar a Benjamin Britten la composició de la música que la va escriure del 19 de març al 19 d'abril de 1937, Britten va poder compondre molt ràpidament. Principalment són petites peces i, de vegades, algunes peces més llargues. King Arthur només seria retransmès dues vegades i Britten no estava satisfet amb la interpretació del conjunt. En contrast amb els avorrits actors (segons Britten), hi havia una Orquestra Simfònica de Londres i un cor de BBC, dirigits per Clarence Raybould.
Tot va desaparèixer a la prestatgeria, sense haver-se de mirar mai, tot i que el compositor britànic aparentment la tenia al cap. Una part que es va subministrar però que mai es va interpretar, que va ser la descripció musical de Galahad, després la va utilitzar en el seu concert per a piano. Durant una investigació exhaustiva sobre l'obra de Britten (i el seu professor Frank Bridge), Paul Hindmarsh va aconseguir confeccionar una suite basada en diversos fragments.
Aquesta suite consta de quatre parts i té una durada aproximada de 26 minuts:
1. Overture: Fanfare – introduction – The lady of the lake – Wedding march
2. Scherzo: Doom – Wild dance – Death Music – Wild dance
3. Variations: Galahad – Graal Music
4. Finale: Battle